# Tmarus milloti
Tmarus milloti är en spindelart som beskrevs av Comellini 1955. Tmarus milloti ingår i släktet Tmarus och familjen krabbspindlar. Inga underarter finns listade i Catalogue of Life.